# Contaminació visual

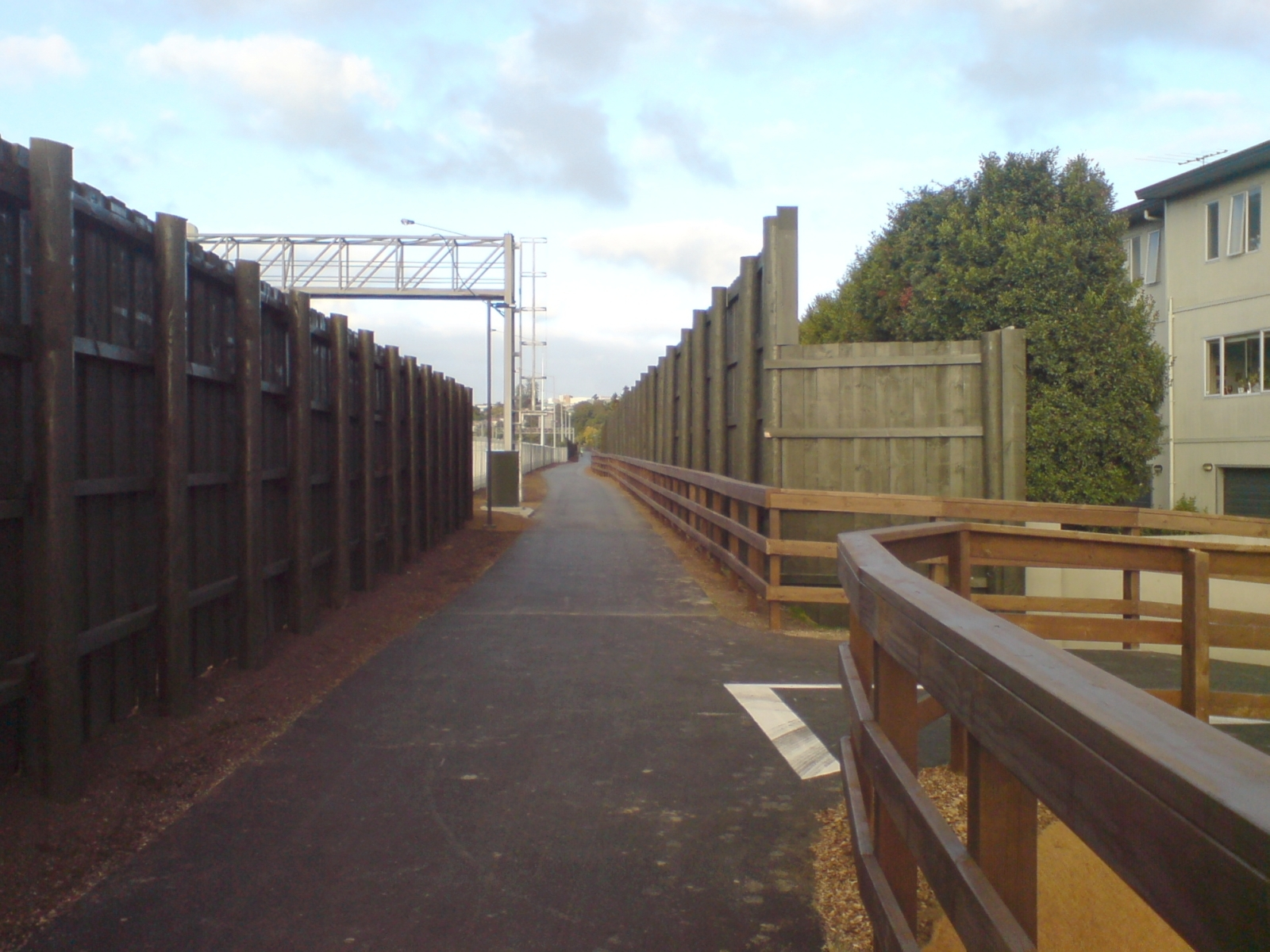
Aquests murs de fusta aconsegueixen disminuir la contaminació acústica però en produeixen de visual. El paisatge es perd completament i "fan lleig".

La contaminació visual és la contaminació que trenca l'estètica d'un nucli urbà, un paisatge o qualsevol altra zona urbana, rural o natural. Sol anar acompanyada d'altres tipus de contaminació. Inclou les pintades i les burilles al carrer, la contaminació lumínica, el fum, la brutícia, les escombraries a espais naturals o no, els edificis i instal·lacions en medis naturals (com molins a l'horitzó o una fàbrica de ciment al camp), etc.
En el cas d'instal·lacions i de panells (publicitaris o informatius, per obres, per exemple) la contaminació visual es mesura en unitats de superfície, generalment en metres quadrats, que corresponen a la planta de la instal·lació o a la superfície del panell. Aquesta mesura no té en compte l'alçada (com més alt de més lluny es veu i, per tant, contamina més) ni el lloc on se situa (en alguns llocs pot quedar més o menys camuflat i molestar menys o més) però ajuda a comparar diverses possibles alternatives, considerant que se situarien en un mateix indret.